# Marijke
Marijke (bürgerlich: Marijke Schibel, * 28. Februar 1979 in Offenbach am Main) ist eine deutsche Schlagersängerin.

## Biografie
Die Tochter eines Opernsängers und einer Balletttänzerin wuchs bei Frankfurt am Main auf, wo sie bis heute lebt.
2002 nahm Marijke erstmals Schlagersongs in einem Studio auf. 
Im November 2008 nahm sie an dem vom Hessischen Rundfunk veranstalteten Hessenstar-Contest teil und gewann. Darauf folgten ihr erster Plattenvertrag bei DEAG Music und die Veröffentlichung ihres Debütalbums Das Spiel.

## Preise und Ehrungen
- hr4-Hessenstar, 2008

## Diskografie

### Alben
- 2010: Das Spiel

### Singles
- 2010: Das Spiel